# أنماط التعلم

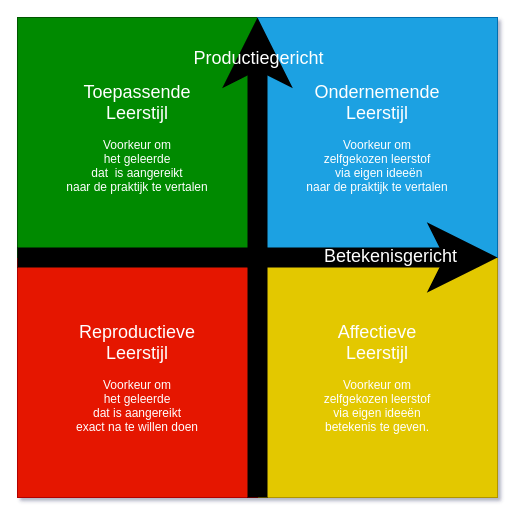

أنماط التعلم هي طرق التعلُّم المختلفة. وتشمل أساليب التعليم الفردية التي يُفترض أن تُساعد الشخص على التعلم بشكل أفضل. ويُعتقد أن معظم الناس يفضلون أسلوباً معيناً يتفاعلون معه للتعامل مع المعلومات. 

## النماذج

### نموذج ديفيد كولب
يعتمد نموذج ديفيد كولب على نظرية التعلم التجريبي كما يُوضحه في كتابه التعلم التجريبي: التجربة هي مصدر التعلم والتنمية (1984)  ويضم نموذج الELT نوعين: التجربة المادية والتجريد المفاهيمي؛ بالإضافة إلى نهجين آخرين للتحويل التجريبي: المشاهدة التأملية والتجرييب الفعَّال. ووفقاً لنموذج كولب، يجب أن تندمج الأنماط الأربعة السابقة في عملية التعلم المثالية. يُحاول الأفراد استخدام الأساليب الأربعة كلها. ومع ذلك، يميلون إلى تطوير نقاط القوة في أسلوب لاستيعاب التجربة وآخر لتحويلها. وتعتبر أنماط التعلم مزيج من الأساليب الفردية المُفضلة. تأتي أنماط التعلم كما يلي:
1. التجميع
2. الاختلاف
3. الاستيعاب
4. التكيف

يتميز أسلوب التجميع بالفاهيم المُجردة والتجريب النشط. كما أنه مفيد في صناعة التطبيقات العملية الخاصة بالأفكار واستخدام المنطق الاستنتاجي لحل المشاكل.
أما أسلوب الاختلاف فيَميل نحو التجربة الملموسة والمشاهدة التأملية. ويتميز بكونه تخيلي، ومفيد في طرح الأفكار ورؤية الأشياء من منظور مختلف.
يتميز أسلوب الاستيعاب بالمفاهيم المجردة والمشاهدة التأملية. وهو قادر على خلق نماذج نظرية عن طريق الاستدلال الاستقرائي.
ويستخدم أسلوب التكيف الخبرات الملموسة والتجارب الفعلية. وهو مفيد في التداخل الفعال مع العالم؛ بالإضافة إلى فعل الأشياء بدلاً من القراءة والدراسة.
أدى نموذج كولب إلى ظهور طريقة تقييم تُستخدم لتحديد أسلوب التعلم الفردي. وقد يفضل الفرد أحد الأنماط الأربعة (التكيف أو التجميع أو الاختلاف أو الاستيعاب) وفقاً لأسلوب التعلم الخاص به عن طريق نموذج نظرية التعلم التجريبي.

### نموذج هني ومومفورد
في منتصف السبعينيات، قام بيتر هنى وآلان مومفورد بتكييف نموذج ديفيد كولب لاستخدامه مع مديرين الأعمال التجارية. ونشروا نسخة النموذج الخاصة بهم في دليل أساليب التعلم (1982)  وكتاب استخدام أساليب التعلم الخاص بك (1983).
لقد أدخلوا تعديلين على نموذج كولب التجريبي. أولاً، تم إعادة تسمية مراحل الدورة لتتناسب مع الخبرات الإدارية لإتخاذ القرارات وحل المشاكل. تضم مراحل هنى ومومفورد الآتي:
1. الخبرة
2. استعراض التجربة
3. استنتاجات التجربة
4. التخطيط للخطوات التالية.

ثانياً، تسوية مراحل الدورة لتصبح: الناشط، والعاكس، والنظري والذرائعي. ويُفترض أن تكون تفضيلات مكتسبة تم تكييفها من خلال الإرادة والظروف المُتغيرة، بدلاً من أن تكون خصائص شخصية ثابتة. ويُعتبر استبيان أساليب التعلم  الخاص بهني ومومفورد أداة تطوير ذاتية، وهي تختلف عن نظام تقييم نمط التعلم الخاص بكولب. حيث تتطلب أن يُكمل المديرون قائمة مرجعية خاصة بسلوكيات العمل، دون الاستفسار عن الطريقة التي تعلموا بها بشكل مُباشر. وبعد الانتهاء من التقييم الذاتي، يتم تشجيع المديرين على التركيز على تعزيز أساليبهم غير المستغلة ليُصبحوا أكثر استعداداً للتعلم من التجارب اليومية المختلفة.
قام استبيان مورى بتفويض من حملة التعلم  في عام 1999، واكتشف أن استبيان هني ومومفورد هو أكثر الأنظمة استخداماً في تقييم أساليب التعلم المفضلة في قطاع الحكومة المحلية في المملكة المتحدة.

### نموذج أنتوني جريجورس
ناقش البروفيسور دنيس جورج ميلز أعمال أنتوني جريجوس وكاثلين بتلر في مقالة بعنوان «تطبيق ما نعرفه: أساليب تعلم الطلاب». عمل جريجورس وبتلر على تنظيم نموذج لوصف الكيفية التي يعمل بها العقل. يعتمد هذا النموذج على وجود تصورات، وهي تقييمنا للعالم عن طريق أسلوب نفهمه. وبالتالي، تعتبر هذه التصورات أساس قوات التعلم الخاصة بنا، أو أنماط التعلم.
يضم هذا النموذج نوعين من الصفات الحسية: 1) الملموسة و2) المجردة؛ بالإضافة إلى قدرتين تنظيميتين: 1) قدرة عشوائية و2) قدرة متعاقبة.
تشمل التصورات الملموسة تسجيل المعلومات عن طريق الحواس الخمس، في حين تتطلب المفاهيم المجردة فهم الأفكار، والصفات، والمفاهيم التي لا يمكن رؤيتها.
وفيما يتعلق بالقدرات التنظيمية، تتشكل القدرة المتعاقبة من تنظيم المعلومات بشكل منطقي، بينما تشمل القدرة العشوائية تنظيم المعلومات في مجموعات دون ترتيب معين.
يملك كل فرد الصفات الحسية والقدرات التنظيمية، ولكن تهيمن بعض هذه الصفات والقدرات على الفرد أكثر من غيرها.
هناك أربع مجموعات من الصفات الحسية والقدرات التنظيمية وفقاً لسيطرتها على الفرد: (1) المتعاقب الملموس؛ و2) العشوائية المجردة؛ و3) التعاقب المجرد؛ و4) العشوائية الملموسة. تختلف طرق تعلم الأفراد باختلاف المجموعة المهيمنة. وذلك لأن لديهم قوات مختلفة، وفهم مختلف للأشياء، وأشياء أخرى يصعب فهمها، ويسألون أسئلة مختلفة خلال مراحل عملية التعلم.

### نموذج سودبيري للتعليم الديمقراطي
هناك عدد كبير من النقاد اليوم يهتمون بمفاهيم صعوبات التعلم والتربية الخاصة والاستجابة للتدخل. وهم يعتقدون بأن لكل طفل أسلوب تعلم مختلف، ووتيرة مختلفة؛ بالإضافة إلى أن كل طفل يعد فريداً من نوعه، قادر على التعلم والنجاح.
يُؤكد نموذج سودبيري للمدارس الديمقراطية على أن هناك طرقاً كثيرة للدراسة والتعلم. حيث يقول أن التعلم هو عملية يقوم بها الفرد بنفسه ولا يساعده فيها أحد. وهذا صحيح بالنسبة للجميع. وتُبين تجربة نموذج سودبيري للمدارس الديمقراطية أن هناك طرقاً كثيرة للتعلم دون اللجوء لمعلم. ففي حالة القراءة مثلاً، يتعلم بعض الأطفال عندما يقرأ شخص لهم، فيحفظون القصة، ثم يقرأوها بمفردهم. بينما يتعلم آخرون من خلال لعبة صناديق الحبوب أو لافتات الشوارع. ويقوم البعض بتعلم أصوات الحروف بأنفسهم أو المقاطع والعبارات. ويُؤكد نموذج سودبيري للمدارس الديمقراطية على أنه لم يتعلم أي طفل القراءة أو الكتابة بالقوة، كما أنه لا يعاني أي طالب من آفة عسر القراءة. بالإضافة إلى ذلك، لا يوجد أي خريج أمي من هذه المدارس. ولا يمكن لأي أحد التكهن بالعمر الذي بدأ فيه الطالب تعلم القراءة أو الكتابة. ويتعلم التلاميذ جميع المواد والتقنيات والمهارات في هذه المدارس بنفس الطريقة.
ومن خلال وصف أساليب التدريس الحالية مثل التجانس، تم اقتراح أساليب بديلة مثل نموذج سودبيري للمدارس الديمقراطية. وهو أسلوب بديل يشجع الأطفال على تحمل مسؤولية أعمالهم من خلال التمتع بحريتهم الشخصية؛ بالإضافة إلى التعلم بأسلوبهم الخاص بدلاً من إلزامهم بمنهج دراسي محدد. زعم أنصار اللامدرسية أن الأطفال الذين يتعلموا بهذه الطريقة، لا يعانون من صعوبات التعلم.
ويؤكد جيرالد كولز على أن هناك أجندات محددة لواضعي السياسة التعليمية. كما أنه عاب على البحوث العلمية التي يستخدمها هؤلاء لدعم وجهات نظرهم. وهذا يشمل الفكرة القائلة بأن هناك تفسيرات عصبية لمن يعاني من صعوبة في التعلم.

### نماذج أخرى
أدرج روبرت ستيرنبرغ أبعاد معرفية مختلفة في كتابه أنماط التفكير (1997)، وذلك ليبين لماذا تفشل اختبارات الكفاءة، ونتائج الامتحانات الدراسية، وأداء الفصول في تحديد قدرة الطالب الحقيقية. وكثيراً ما تُستخدم نماذج أخرى عديدة للبحث عن أساليب التعلم المناسبة. وهي تشمل: مؤشر أنماط مايرز-بريغز وتقييم DISC.
ويعتبر نموذج فارك فليمنج واحداً من أكثر  تصنيفات أساليب التعلم شيوعاً. ولقد تم توسيع هذا النموذج من خلال برامج اللغة العصبية الآتية:
1. التعلم بالوسائل البصرية
2. التعلم بالوسائل السمعية
3. التعلم عن طريق القراءة والكتابة
4. التعلم من خلال الحركة والممارسة اليدوية

ادعى فليمينج أن من يتعلم بالوسائل البصرية يُفضل استخدام حاسة البصر (التفكير باستخدام الصور والمعينات البصرية مثل: شرائح العرض، والرسوم البيانية، والنشرات إلخ). أما من يتعلم بالوسائل السمعية فيُفضل الاستماع إلى المحاضرات، والمناقشات، والأشرطة وغيرها. بينما من يتعلم من خلال الحركة والممارسة اليدوية يفضل التعلم عن طريق التجربة (الحركة، واللمس، والاستكشاف النشط للعالم؛ والمشاريع العلمية؛ والتجارب). وهذا يسمح للمعلمين تحضير فصول موجهة لكل هذه الأساليب. ويمكن للطلاب أيضاً استخدام النموذج للتعرف على أسلوب التعلم الخاص بهم، وتحقيق أقصى قدر ممكن من الخبرة التعليمية من خلال التركيز على ما يفيدهم.

### نموذج حديث جداً
يرجح نموذج كريس جاكسون للعصبية المهجنة أن الإحساس يؤدي إلى إثارة محفزات بيولوجية للفضول والتعلم والاستكشاف. وتؤدي محفزات الاستكشاف الزاءدة عن الحد إلى اختلال عملية التعلم إلا في حالة وجود هدف، وإخلاص، وتعلم عميق، وذكاء عاطفي لإعادة التعبير عن ذلك بطرق أكثر تعقيداً، لتحقيق نتائج وظيفية. ولقد تم تلخيص أحدث البحوث هنا. وهناك العديد من الأدلة المشوقة لهذا النموذج. فهو نموذج جديد للتعلم، وبالتالي لا يزال في حاجة إلى مزيد من الأبحاث المستقلة للتأكيد على صحته. صرح سياداتي وتاجياري (2007)  بأن التدريب الذي يعتمد على إرضاء الضمير يزيد من الأداء، بينما لا يؤدي التدريب المعتمد على الإحساس إلى نفس النتيجة. تدعم هذه النتائج نموذج جاكسون بقوة لأنه يؤكد على أن إرضاء الضمير سيستجيب للتدخل، في حين لن يفعل الإحساس نفس الشيء. ويمكن تحميل أبحاث جاكسون من هنا.

## أساليب التقييم

### تقييم نمط التعلم
يرتبط تقييم أسلوب التعلم بنموذج كولب. ويُستخدم لتحديد أسلوب التعلم الخاص بالطالب. ويُفيِّم هذا الأسلوب ما يفضله الفرد ويحتاجه في عملية التعلم. فهو يقوم بما يلي: (1) يسمح للطالب باختيار وسيلة التعلم التي يفضلها ومدى اتساق ردود فعله؛ (2) يقدم نتائج محوسبة لتبين نمط التعلم المفضل للطالب؛ (3) يوفر أساس يعتمد عليه المعلمون في التفاعل مع الطلاب؛ (4) يوفر الاستراتيجيات الممكنة لاستيعاب أنماط التعلم؛ (5) يوفر مشاركة الطلاب في عملية التعلم؛ 6) يوفر ملخصاً عن كيفية تجميع الطلاب ذات أنماط التعلم المماثلة معاً في فصل دراسي واحد.

### أساليب أخرى
تُستخدم وسائل أخرى (استبيانات) لتحديد أنماط التعلم بما فيها اختبار فليمينغ، وأسلوب جاكسون، والبرامج المتعددة المعتمدة على استبيانات iWAM. كما نالت كثير من الاختبارات الأخرى شعبية ومصداقية كبيرة بين الطلاب والمدرسين.

## الانتقادات الموجهة لنظريات أنماط التعلم
تعرضت نظريات أنماط التعلم لانتقادات كثيرة.
شكك بعض علماء النفس وعلماء الأعصاب في الأسس العلمية التي ترتكز عليها هذه النماذج والنظريات. وفي مقالة بمجلة تايمز للتعليم (29 يوليو 2007)، كتبت سوزان جرينفيلد: «إن نظرية أنماط التعلم تعد هراءً من وجهة نظر علم الأعصاب».
يعتقد العديد من علماء النفس التربويين بأنه لا يوجد أدلة كافية على مدى فاعلية نماذج أنماط التعلم. كما أن هذه النماذج غالباً ما تستند إلى نظريات مشكوك فيها. ووفقاً لستال،  «لا يفيد تقييم أنماط التعلم الخاص بالطفل ومطابقتها بأساليب التدريس في عملية التعلم.» كما شكك جاي كلاكستون في مدى فاعلية أساليب التعلم، حيث أنها تحدد قدرات الأطفال على التعلم.

### انتقاد كوففيلد وآخرون
حدد كُتاب في مقالاتهم الأدبية من جامعة نيوكاسل 71 نظرية مختلفة لأساليب التعلم. وانتقد هذا التقرير، الذي نشر في عام 2004، معظم الأدوات الرئيسية المستخدمة لتحديد أسلوب التعلم الفردي. وخلال كتابة النقد، اختار كوفيلد وزملاؤه أكثر 13 نموذج تأثيراً لدراستها بعمق، بما في ذلك معظم النماذج المذكورة أعلاه. حيث فحصوا الأصول النظرية وشروط كل نموذج، والأداة التي كانت تستخدم لتقييم أنماط التعلم التي حددها النموذج. كما حللوا مزاعم هؤلاء الكتاب، والدراسات الخارجية الخاصة بتلك المزاعم، والأدلة التجريبية المستقلة الخاصة بالعلاقة بين 'أسلوب التعلم' الذي حددته الأداة وعملية التعلم الفعلية التي يتعرض لها الطالب. واكتشف كوفيلد وفريقه أنه تم برهنة معظم النظريات المشهورة لأنماط التعلم من خلال أبحاث مستقلة. مما «يشكك» في فكرة دورة التعلم، ومدى اتساق الوسائل البصرية والسمعية والحسية الحركية، ومطابقة أساليب التدريس بأنماط التعلم.
ويعتبر نموذج دان ودان واحداً من أكثر النماذج المعروفة التي تناولها كوفيلد وفريقه. يُستخدم هذا النموذج في مدارس الولايات المتحدة بكثرة. كما نشرت 177 مقال في المجلات حول هذا النموذج. استنتج كوفيلد وفريقه الآتي:

على الرغم من وجود برنامج بحث متطور، لا تزال المزاعم القوية حول التأثير موضع تساؤل. وذلك بسبب وجود قيود على الدراسات الداعمة، وعدم وجود أبحاث مستقلة عن النموذج. 

 وفي المقابل، قدم تقرير صدر عام 2005 الأدلة التي تُثبت صحة نموذج دان ودان. وخلص التقرير إلى أن «مطابقة الوسائل التي يفضلها الطلاب للتعلم مع أسلوب التدريس يحسن من المستوى لأكاديمي وموقف الطلاب من التعلم.» ولم يأخذ هذا التحليل التجميعي، الذي قام به أحد تلاميذ ريتا دان، الانتقادات السابقة في الاعتبار.

#### نقد كوفيلد لأسلوب توضيح جريجورس
ادعى فريق كوفيلد أن نموذج جريجورس فاشلاً من الناحية «النظرية والعلمية» و«غير مناسب لتقييم الأفراد.»

### انتقاد نموذج كولب
استعرض مارك سميث بعض الانتقادات التي تعرض لها نموذج كولب في مقالته «ديفيد كولب والتعلم التجريبي». ووفقاً لبحث سميث، هناك ستة قضايا رئيسية تتعلق بالنموذج. تشمل تلك القضايا ما يلي: 1) لا يعالج النموذج عملية التأمل بشكل كاف؛ 2) تعتبر المزاعم التي يقدمها النموذج حول الأنماط الأربعة مبالغ فيها؛ 3) لا يُعالج الأوضاع الثقافية المختلفة والخبرات بشكل كاف؛ 4) لا تتطابق فكرة المراحل/الخطوات مع الواقع؛ 5) لا يمتلك سوى أدلة تجريبية ضعيفة؛ 6) العلاقة بين عمليات التعلم والمعرفة تعد أكثر تعقيداً مما أوضحه كولب في نموذجه.

### انتقادات أخرى
لم يكن كوفيلد وفريقه ومارك سميث وحدهم من اعتقد ذلك. نشر مركز ديموس للأبحاث في المملكة المتحدة تقريراً حول أساليب التعلم التي أعدها فريق برئاسة ديفيد هارغريفز. شمل الفريق كل من أوشا جوسوامي من جامعة كامبريدج وديفيد وود من جامعة نوتنغهام. صرح تقرير ديموس بأن الدليل على أنماط التعلم «متغير بدرجة كبيرة»؛ كما أنه لم يقدم الممارسون «أدلة صريحة على عملهم.» 
وحذر جون جيك من تفسير البحوث العصبية بأنها تدعم تطبيق نظرية أنماط التعلم. وهو أستاذ التربية والتعليم بالمملكة المتحدة بجامعة أكسفورد بروكس، وباحث في مركز تصوير الدماغ بالرنين المغناطيسي التابع لجامعة أوكسورد. حيث قال:
يجب الحذر عند الانتقال من المختبر إلى الفصول الدراسية.  نحن نتذكر الأشياء بالوسائل البصرية والسمعية، ولكن لا يمكن تحديد المعلومات من خلال الوسيلة التي اكتسبناها بها. 

## تطبيقات: أساليب التعلم في الفصل الدراسي
حاول العديد من الباحثين توفير السبل التي يمكن أن تجعل نظرية أنماط التعلم فعالة في الفصول الدراسية. وكانت الدكتورة ريتا والدكتور كينيث دن دن من ضمن هؤلاء.
حيث أصدروا كتاباً بعنوان "تدريس الطلاب من خلال أساليب التعلم الفردية: مقارنة عملية". وقدموا في الكتاب خلفية عن كيفية تأثر الطلاب بالعناصر الموجودة في الفصول الدراسية، ثم قدموا توصيات حول كيفية استيعاب نقاط القوة الموجودة داخل الطلاب. كتب دان ودان: "يتأثر الطلاب بالآتي: (1) البيئة المباشرة (الصوت، والضوء، والحرارة، والتصميم)؛ (2) الانفعال الخاص (الدافع، والمثابرة، والمسؤولية، والحاجة إلى المرونة)؛ (3 (الاحتياجات الفسيولوجية (الذات، والمنافس، والأقران، والفرق، والكبار)؛ (4) الاحتياجات المادية (القوة الحسية، الاستيعاب، والوقت، والتنقل).
كما أضافوا أنه يمكن للطلاب التعرف على أنماط التعلم المفضلة لهم، والحصول على درجات أعلى في الاختبارات إذا تعلموا من خلال الأساليب التي يفضلونها. ولذلك، يجب على المعلم تعليم واختبار الطلاب وفقاً لأساليبهم المفضلة.
على الرغم من اختلاف أساليب التعلم باختلاف الطلاب في الفصول الدراسية، يرى دان ودان أنه ينبغي على المعلم أن يحاول تغيير الفصل الدراسي ليوظف جميع أنماط التعلم. وتشمل هذه التغيرات إعادة تصميم الغرفة، وتطوير تقنيات المجموعة الصغيرة والأنشطة. يمكن إعادة تصميم الفصل الدراسي عن طريق تحديد الفواصل التي يمكن استخدامها لترتيب الغرفة ببراعة (مثل وجود مراكز تعلم مختلفة ومناطق تعليمية)، ودمج أفكار الطلاب حول تصميم الفصل الدراسي.
عادةً ما تضم تقنيات المجموعة الصغيرة «دائرة للمعارف»، حيث يجلس الطلاب في دائرة ليناقشوا موضوع ماً؛ بالإضافة إلى التعلم الجماعي وتبادل الأفكار. الأنشطة هي خطط تعليمية تٌسهل عملية التعلم باستخدام العناصر التالية: 1) تحديد ما يحتاج الطلاب تعلمه بوضوح؛ 2) وجود موارد توظف استخدام الحواس الخمس (السمع والبصر واللمس والحركة) لتعليم المعلومات المطلوبة؛ (3) الاستعانة بالأنشطة التي تُوظف المعلومات التي تم تعلمها حديثاً ببراعة؛ 4) المشاركة في مشاريع بارعة من خلال مجموعات صغيرة؛ 5) استخدام ثلاثة تقنيات للمجموعات الصغيرة على الأقل؛ 6) استخدام الاختبارات الذاتية.
تُؤمن مارلي شبرينغر بأن أنماط التعلم تؤثر على الفصول الدراسية. وأوضحت ذلك في كتابها «التميز الناتج عن أساليب التعلم والذاكرة.»
اعتمدت توصيات شبرينغر على ثلاث فرضيات: (1) يمكن للمعلمين أن يكونوا طلاباً أو يمكن للطلاب أن يصبحوا معلمين. ونحن جميعاً كذلك. 2) يمكن لكل فرد أن يتعلم في ظل الظروف الصحيحة. 3) التعليم متعة! فيجب أن يكون جذاباً.
كما أدرجت تفاصيل عن الطرق المختلفة التي يمكن أن يستخدمها المعلمين، ويتذكرها الطلاب. وصنفت طرق التدريس هذه وفقاً لأسلوب التعلم الذي يتناسب معه (البصري أو السمعي أو اللمس/ الحركي.
تشمل أساليب التعلم البصرية التأكد من أن الطلاب يمكنهم رؤية الكلمات المكتوبة بالأسفل، وذلك باستخدام الصور عند وصف الأشياء، ورسم خطوط الوقت عند الحديث عن أحداث تاريخية، وكتابة الواجبات على الصبورة وما إلى ذلك.
بينما تضم أساليب التعلم السمعية تكرار الكلمات والمفاهيم الصعبة بصوتٍ عالِ، مناقشة المواضيع في مجموعات صغيرة، وتنظيم المناظرات، والاستماع إلى الكتب المسجلة على الشرائط، وكتابة التقارير الشفوية، وتشجيع الترجمة الفورية.
أما أساليب التعلم الحركية فتشمل توفير التدريب العملي على الأنشطة (التجارب)، والمشاركة في المشاريع، ووجود استراحة متكررة للسماح بالحركة، واستخدام الوسائل المرئية والأجسام أثناء شرح الدرس، وتوظيف المسرحيات، والقيام بالرحلات الميدانية.
ومن خلال استخدام مجموعة متنوعة من أساليب التدريس السابقة، يمكن للمعلمين توظيف أساليب التعلم المختلفة. ومن ثم يستطيعون تشجيع الطلاب على التعلم بطرق مختلفة. وكما قال كولب، يتعلم الطلاب الذين يستخدمون أنماط التعلم الأربعة بصورة أكثر فعالية. 

## وصلات خارجية
- أسلوب تقييم نموذج كولب لأنماط التعلم
- استبيان مومفورد وهني لأساليب التعلم
- نموذج جاكسون المهجن للتعلم الفردي
- برامج أنماط التعلم واستراتيجيات مايكل تشوي
- مقدمة لأساليب التعلم بقلم آن هاريس، وفرل، وبيكتا
- جامعة ولاية نورث كارولاينا (اختبار عبر الإنترنت)
- الوصول إلى الطبقة الثانية من التعلم وأساليب التدريس في كلية العلوم
- أنماط واستراتيجيات التعلم -- ريتشارد فيلدر
- موارد جامعة مينيسوتا حول أنماط التعلم
- مايرز بريج، وأساليب التعلم
- برنامج تعليمي عن أساليب التعلم
- الموقع الإلكتروني لجامعة ولاية إنديانا
- تقييم أنماط التعلم باراجون
- موقع جامعة جيمس ماديسون
- موارد جامعة ساوث داكوتا حول أنماط التعلم
- استعراض جامعة كليمسون حول الفهم الشخصي لأنماط التعلم
- نظرة عامة عن أنماط التعلم
- مجموعة من نماذج أنماط التعلم كجزء من هياكل المشروع.